# Salia hermia
Salia hermia là một loài bướm đêm trong họ Noctuidae.